# Sadzarka

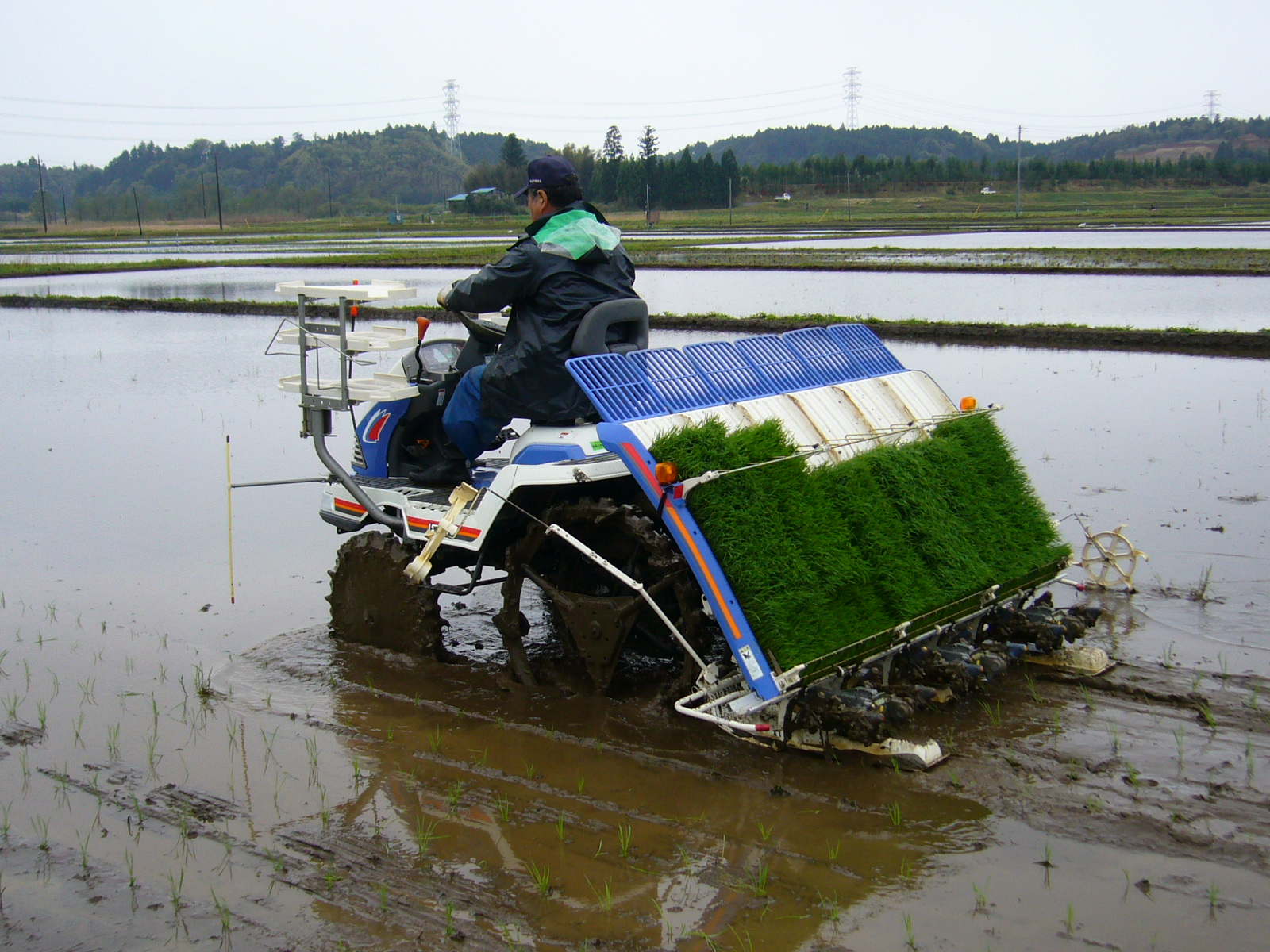
Sadzarka ryżu

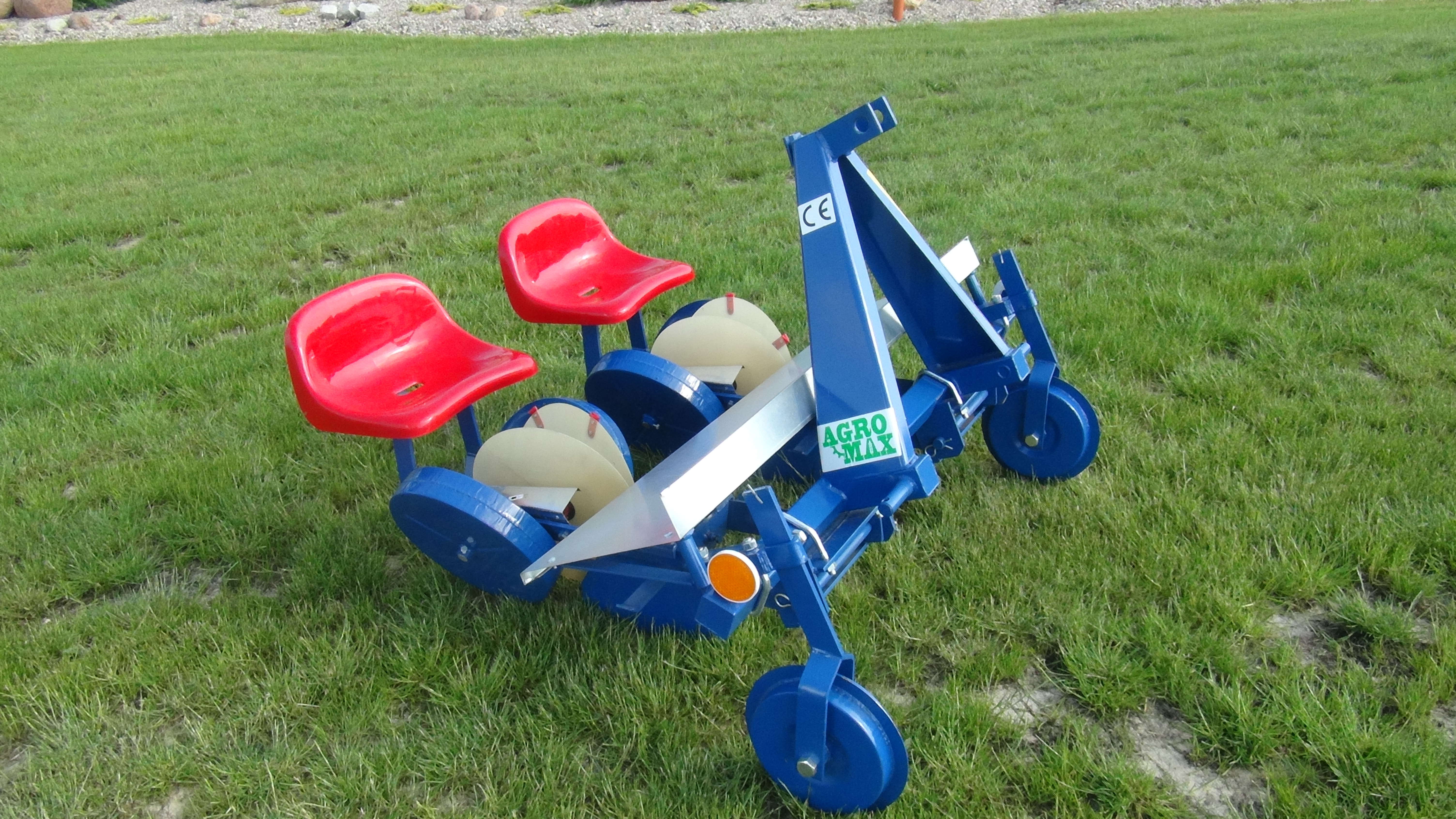
Sadzarka talerzowa dwurzędowa, mocowana do ciągnika za pomocą trzypunktowego układu zawieszenia (TUZ) stosowana m.in. do sadzenia kapusty, sałaty, pomidorów, selerów, papryki, truskawek

Sadzarka – maszyna do mechanicznego sadzenia roślin bulwiastych (np. ziemniaków), cebulowych (np. tulipanów), rozsady (np. kapusty, selera, tytoniu, ryżu) oraz młodych drzewek.
Sadzarka jest wyposażona w redlice służące do wykonywania bruzd oraz w elementy zasypujące wysadzany materiał.